# Sabel (gereedschap)

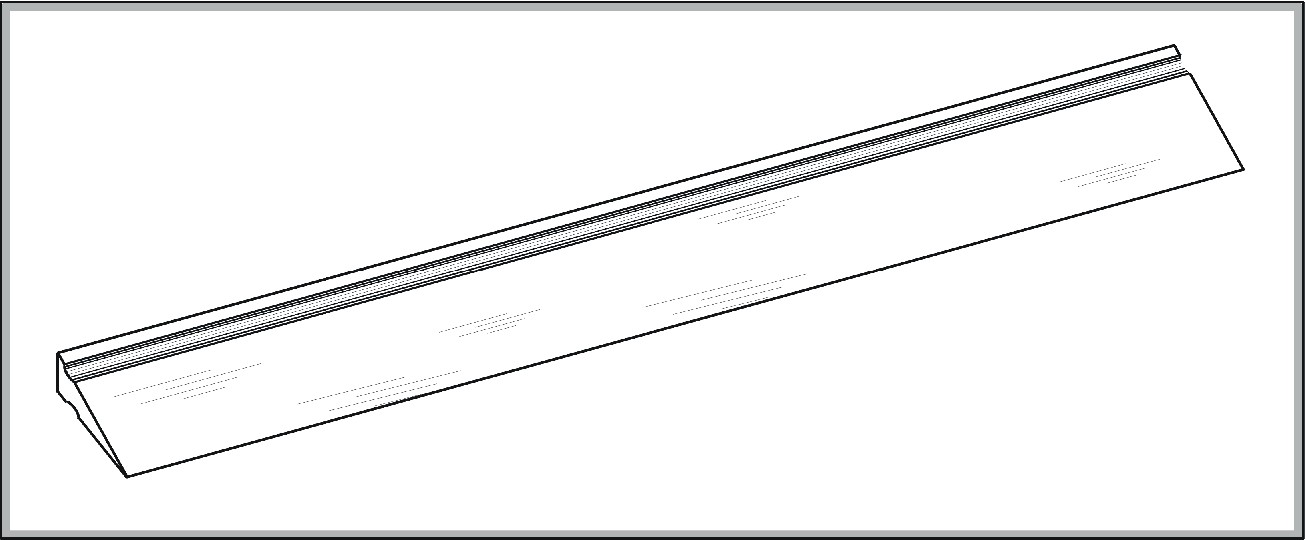
Tekening van een sabel.

Een sabel is een bepaald handgereedschap dat door een metselaar wordt gebruikt om bakstenen op maat te hakken.
De sabel bestaat uit een stuk langwerpig gevormd metaal met een wat gebogen verloop. Een lange zijde heeft een versterkte rug, de andere lange zijde heeft een gepolijste snede. De afmetingen van een sabel zijn circa 30 centimeter lang en 3 tot 4 centimeter breed. 
Bij toepassing wordt de sabel met de snede op de steen gezet. Vervolgens wordt met een hamer een tik op de sabelrug gegeven waardoor de steen de juiste vorm krijgt. De gebogen vorm van de sabel zorgt ervoor dat de hoeken van de steen niet als eerste tijdens de bewerking breken. Voor het aftekenen kan een keephoutje worden gebruikt. Met de hamerkopzijde van de kaphamer kan de slag op de sabel worden uitgedeeld.